# Nữ hoàng băng giá (phim 2013)
Nữ hoàng băng giá (còn gọi là Băng giá, tiếng Anh: Frozen) là một bộ phim điện ảnh nhạc kịch kỳ ảo sử dụng công nghệ hoạt hình máy tính của Mỹ do Walt Disney Animation Studios sản xuất và Walt Disney Pictures phát hành vào năm 2013. Đây là bộ phim hoạt hình chiếu rạp thứ 53 trong series Walt Disney Animated Classics. Lấy cảm hứng từ câu chuyện cổ tích Bà chúa Tuyết của nhà văn Hans Christian Andersen, bộ phim kể về Anna – một nàng công chúa dũng cảm lên đường dấn thân vào một cuộc hành trình gian khó với Kristoff – một anh chàng miền núi cường tráng, dễ rung động nhưng ban đầu hơi thô lỗ, cùng chú tuần lộc Sven trung thành của mình và chàng người tuyết Olaf vui nhộn tình cờ gặp để đi tìm người chị gái Elsa đang phải sống một mình trên núi, một nữ hoàng sở hữu sức mạnh tạo ra băng giá đã vô tình khiến cả vương quốc chìm trong mùa đông vĩnh cửu.
Bộ phim phải trải qua một số lần xử lý cốt truyện trong nhiều năm, trước khi được đồng ý sản xuất vào năm 2011, với kịch bản của Jennifer Lee và hai đạo diễn là Chris Buck và Lee. Phim có sự tham gia lồng tiếng của các diễn viên Kristen Bell, Idina Menzel, Jonathan Groff, Josh Gad và Santino Fontana. Christophe Beck, người trước đây đã từng làm việc cho phim ngắn giành giải Oscar của Disney Paperman, được mời biên soạn nhạc nền cho bộ phim, còn bộ đôi hai vợ chồng người viết ca khúc Robert Lopez và Kristen Anderson-Lopez sáng tác các bài hát cho Nữ hoàng băng giá.
Nữ hoàng băng giá ra mắt công chúng lần đầu tại rạp chiếu phim El Capitan vào ngày 19 tháng 11 năm 2013, và được phát hành rộng rãi tại các rạp ở Mỹ vào ngày 27 tháng 11, cũng như tại Việt Nam vào ngày 13 tháng 12 cùng năm. Sau khi ra mắt, bộ phim nhận về những lời khen ngợi từ giới chuyên môn, một số nhà phê bình còn cho rằng đây là bộ phim hoạt hình nhạc kịch hay nhất của Disney từ kỷ nguyên phục hưng của hãng. Phim cũng là một thành công lớn về mặt thương mại; thu về trên 1,2 tỷ USD doanh thu phòng vé toàn cầu, trong đó 400 triệu USD là từ thị trường Hoa Kỳ và Canada và 240 triệu USD đến từ thị trường Nhật Bản. Đây là phim hoạt hình có doanh thu cao nhất mọi thời đại, phim có doanh thu cao thứ năm mọi thời đại, phim có doanh thu cao nhất năm 2013 và phim có doanh thu cao thứ ba tại Nhật Bản. Bộ phim đã giành được hai giải Oscar ở hạng mục Phim hoạt hình hay nhất và Ca khúc trong phim hay nhất ("Let It Go"), một giải Quả cầu vàng cho phim hoạt hình hay nhất, giải BAFTA cho phim hoạt hình hay nhất, năm giải Annie (trong đó có hạng mục Phim hoạt hình hay nhất), hai giải của Hiệp hội Phê bình Phim Phát sóng ở hạng mục Phim hoạt hình hay nhất và Bài hát trong phim hay nhất ("Let It Go").
Một phim hoạt hình ngắn dựa theo tác phẩm có tên Frozen Fever được phát hành vào ngày 13 tháng 3 năm 2015 cùng bộ phim Lọ Lem. Tháng 11 năm 2019, phần tiếp nối của phim có tựa đề Nữ hoàng băng giá 2 chính thức ra mắt.

## Nội dung
Câu chuyện mở đầu với cảnh một nhóm người – trong số đó có Kristoff hồi còn nhỏ và chú tuần lộc của mình tên Sven – đang khoét băng thành những tảng nước đá lớn, mang đi bán kiếm tiền. Cách đó không xa, Elsa là công chúa vương quốc Arendelle, mang trong mình sức mạnh tạo ra băng giá. Một đêm nọ, khi đang chơi đùa, nàng vô tình làm bị thương em gái mình là Anna. Nhà vua và hoàng hậu nhờ tới sự giúp đỡ của đám thạch yêu tinh; và vị trưởng tộc của họ là ông Pabbie lớn, đã chữa lành cho Anna và xoá đi mọi ký ức của nàng về phép thuật của chị gái. Ông cũng nói với Elsa rằng rất may phép thuật chỉ tác động tới đầu Anna, nên ông có thể chữa được, nhưng nếu đó là trái tim thì sẽ khó qua khỏi; hơn nữa sức mạnh của nàng sẽ chỉ lớn dần lên theo thời gian và nàng phải học cách kiểm soát nó, bởi nỗi sợ hãi chính là kẻ thù của nàng. Vì muốn giấu kín món quà đặc biệt của con gái cho tới khi nàng học được cách điều khiển sức mạnh, nên gia đình hoàng gia đã ngăn cách hai nàng công chúa với thế giới bên ngoài, và họ lớn lên chỉ trong bốn bức tường của lâu đài. Do lo sợ rằng mình sẽ lại làm ai đó bị thương thêm một lần nữa, nên Elsa hầu như chỉ sống một mình trong phòng. Anna không được chơi với chị, điều đó đã vô tình tạo nên một vết rạn nứt trong tình chị em khi họ lớn lên. Khi Anna và Elsa là những thiếu niên, thì đức vua và hoàng hậu không may gặp bão trên biển và qua đời.
Ba năm sau, khi Elsa tròn 21 tuổi, còn Anna tròn 18 tuổi, người dân xứ Arendelle tưng bừng chuẩn bị cho lễ đăng quang mùa hè của Elsa. Trong số những vị khách cao cấp tới thăm có Công tước xứ Weselton, một thương gia muốn tìm cách khai thác và trục lợi từ vương quốc Arendelle. Quá phấn khích vì cánh cổng lâu đài được mở cho công chúng trong suốt một ngày, Anna đi khám phá khắp nơi trong thị trấn và gặp Hoàng tử Hans của Quần đảo phương Nam trong một tình huống vụng về và lúng túng. Lễ đăng quang của Elsa trôi qua một cách trôi chảy mà không gặp phải sự cố nào, trong bữa tiệc hai chị em bắt đầu hàn gắn lại tình cảm với nhau. Anna gặp lại Hans trong bữa tiệc, họ cùng nhau nhảy múa và giữa họ nhanh chóng có tình cảm với nhau. Hans cầu hôn Anna, nàng lập tức đồng ý. Anna nhờ Elsa ban phúc cho lễ cưới của hai người, nhưng Elsa từ chối, điều này đã gây ra mâu thuẫn không thể kiểm soát giữa hai chị em. Cuối cùng, vì quá tức giận và không kiềm chế được mình, Elsa để lộ hết quyền năng của mình cho tất cả mọi người. Elsa bỏ chạy vì quá sợ hãi, trong lúc đó nàng vô tình phủ một mùa đông vĩnh cửu lên khắp vương quốc. Trong lúc bỏ trốn khỏi sự truy đuổi của mọi người, nàng không che giấu nữa mà giải phóng tất cả sức mạnh của mình, tự xây cho mình một lâu đài băng khổng lồ trên núi và vô tình không biết rằng mình đã mang tới sự sống cho chàng người tuyết mà hồi còn nhỏ nàng đã làm với em gái mình tên Olaf.
Anna lên đường đi tìm Elsa, quyết tâm đưa chị gái mình trở về Arendelle, chấm dứt mùa đông và hàn gắn lại tình cảm giữa họ. Trong khi đang đi mua đồ rét, nàng gặp một anh chàng sống trên núi tên là Kristoff và con tuần lộc của anh ta, Sven. Anna thuyết phục Kristoff đưa mình tới Núi Bắc để tìm chị. Đêm đó, họ gặp bầy sói và phải chiến đấu vất vả mới thoát nạn. Sáng hôm sau, ba người gặp Olaf, Olaf đưa họ tới lâu đài của Elsa. Ở lâu đài băng, Anna đã ra sức cố thuyết phục Elsa trở về, nhưng trong thâm tâm Elsa vẫn sợ sẽ lại làm bị thương em gái mình một lần nữa. Do Anna cứ khăng khăng bằng được, Elsa lại bị kích động và sức mạnh băng giá của nàng vô tình đánh trúng vào ngực Anna. Điều đó khiến Elsa càng thêm đau khổ vì ý nghĩ đã làm hại em mình, nàng đã tạo ra một con quái vật tuyết khổng lồ ném Anna và bạn bè của nàng ra ngoài. Sau khi họ chạy thoát, Kristoff để ý thấy mái tóc Anna đang dần chuyển sang màu trắng. Nhớ lại ngày xưa mình đã từng chứng kiến Anna bị thương được chữa lành thế nào, anh quyết định đưa nàng về chỗ đám thạch yêu tinh cũng là gia đình nuôi của anh. Ở đó, ông Pabbie lớn cho họ biết rằng trái tim của Anna đã bị một mảnh băng cắm vào, nếu để lâu thì nàng sẽ hoá thành một khối băng mãi mãi trừ khi có "một nghĩa cử của tình yêu đích thực" làm tan băng giá trong trái tim nàng. Kristoff đưa Anna lao về Arendelle, với niềm tin rằng một nụ hôn của tình yêu đích thực từ Hans sẽ cứu sống nàng.
Trong lúc đó, Hans, người xung phong đưa một đội quân đi tìm Anna, phát hiện ra lâu đài băng của Elsa và đã bắt được nàng sau khi đương đầu với hai tên lính do Công tước gửi đi để giết nàng. Elsa bị giam trong ngục ở Arendelle, và Hans đã tới cầu xin nàng hãy ngừng tạo mùa đông ở vương quốc, nhưng Elsa thú nhận rằng mình không biết phải làm thế nào. Kristoff đưa Anna về đoàn tụ với Hans rồi ra đi. Anna giải thích với Hans rằng chàng phải hôn nàng nếu không nàng sẽ chết, nhưng Hans từ chối. Hắn nói hắn chỉ giả vờ yêu nàng để chiếm đoạt ngôi báu của Arendelle, bởi trong gia đình hắn là đứa con thứ mười ba nên hắn sẽ chẳng bao giờ có cơ hội được lên ngôi cai trị đất nước. Hắn tắt lửa lò sưởi, khoá trái Anna trong phòng, loan tin rằng nàng đã chết, sau đó hắn lên ngôi ở Arendelle và ra lệnh hành quyết Elsa.
Elsa trốn thoát khỏi phòng giam và chạy về phía cái vịnh đang đóng băng. Olaf tìm thấy Anna lạnh giá một mình trong phòng và cho nàng biết Kristoff yêu nàng. Thấy Kristoff và Sven đang trở lại, hai người chạy ra vịnh để tìm anh. Hans ngăn Elsa lại và nói dối nàng rằng Anna đã chết chính vì nàng. Trong cơn tuyệt vọng của Elsa, trận bão tuyết khủng khiếp ngừng lại, cho Kristoff và Anna có đủ thời gian để chạy tới chỗ nhau. Nhưng để ý thấy Hans chuẩn bị giết chị gái mình, Anna đưa mắt nhìn Kristoff lần cuối rồi lao ra giữa Elsa và Hans và ngay lập tức hoá thành một khối băng. Thanh kiếm của hắn vỡ vụn khi chạm tới người Anna, hắn bị bắn ra xa. Elsa ngước mắt lên và khi thấy em gái mình như vậy, nàng ôm lấy em và khóc lóc thảm thiết. Trong khi Elsa khóc thương em, lớp băng trong trái tim Anna và quanh người nàng bắt đầu tan dần, và việc Anna quyết định hy sinh bản thân để cứu chị mình chính là nghĩa cử của tình yêu đích thực.
Nhận ra rằng tình yêu chính là chìa khóa để kiểm soát sức mạnh của mình, Elsa giờ đây đã có thể làm tan băng giá đang bao trùm vương quốc, mà vẫn không để cho Olaf bị tan chảy dưới cái nóng mùa hè nhờ đám mây nhỏ luôn đi theo phủ tuyết lên người cậu. Anna bực tức đấm Hans ngã xuống biển, và hắn bị đem trả lại về Quần đảo phương Nam để chịu hình phạt vì những tội lỗi của mình, còn Elsa cắt đứt giao thương với Weselton, dẫn đến ông bị áp giải. Anna mua cho Kristoff một chiếc xe kéo mới và họ trao cho nhau một nụ hôn. Giờ đây, khi đã điều khiển được sức mạnh của mình, Elsa tạo ra một sân băng lớn và tuyết rơi ngay trong vương quốc cho mọi người thoải mái vui đùa. Tình cảm của hai chị em lại đằm thắm như xưa, Elsa tặng Anna một đôi giày trượt tuyết, và nàng hứa với em rằng cánh cổng lâu đài sẽ không bao giờ bị đóng lại nữa.

## Nhân vật chính
- Elsa (21 tuổi) là nhân vật chính của bộ phim, nữ hoàng Arendelle, có thể biến ra tuyết.
- Anna (18 tuổi) là nhân vật chính của bộ phim, công chúa của Arendelle.
- Kristoff (22 tuổi) là một chàng trai sống trên núi và có một con tuần lộc tên là Sven, là người bán nước đá trên núi. Rất yêu Anna.
- Olaf là một người tuyết được tạo ra bởi Elsa, chàng người tuyết hài hước luôn ao ước được trải nghiệm cảm giác mùa hè có một bãi tuyết của riêng mình.
- Hans (23 tuổi) hoàng tử đến từ Quần đảo phương Nam. Giả vờ yêu Anna để chiếm được ngai vàng của Arendelle.
- Công tước xứ Weselton rất ghét Elsa và luôn nghi ngờ cô.

## Diễn viên lồng tiếng
| Nhân vật | Diễn viên lồng tiếng | Diễn viên lồng tiếng |
| Nhân vật | Mỹ                   | Việt Nam             |
| -------- | -------------------- | -------------------- |
| Elsa     | Idina Menzel         | Dương Hoàng Yến      |
| Anna     | Kristen Bell         | Võ Hạ Trâm           |
| Kristoff | Jonathan Groff       | Hoàng Sơn            |
| Olaf     | Josh Gad             | Thái Hòa             |

- Kristen Bell trong vai Anna, công chúa 18 tuổi[15]:13 của vương quốc Arendelle và là em gái của Elsa[16]
  - Livvy Stubenrauch trong vai Anna lúc 5 tuổi[15]:2 (phần giọng nói)[17]
  - Katie Lopez trong vai Anna lúc 5 tuổi (phần hát)
  - Agatha Lee Monn trong vai Anna lúc 9 tuổi[15]:9 (phần hát)[18]
- Idina Menzel trong vai Elsa, Nữ hoàng băng giá 21 tuổi[15]:16 và là chị gái của Anna[16][19]
  - Eva Bella trong vai Elsa lúc 8 tuổi[15]:2 [20][21]
  - Spencer Lacey Ganus trong vai Elsa lúc 12 tuổi[15]:10 [21]
- Jonathan Groff trong vai Kristoff, một chàng trai sống trên núi, có một con tuần lộc tên là Sven[22][23]
- Josh Gad trong vai Olaf, chàng người tuyết hài hước luôn ao ước được trải nghiệm cảm giác mùa hè[16][24][25]
- Santino Fontana trong vai Hans, hoàng tử đến từ Quần đảo phương Nam[22]
- Alan Tudyk trong vai Công tước xứ Weselton[25]
- Ciarán Hinds trong vai ông Pabbie lớn, vua của đám thạch yêu[26]
- Chris Williams trong vai Oaken, chủ Trạm trung chuyển và nhà tắm hơi Oaken lang thang (Wandering Oaken's Trading Post and Sauna)[27]
- Maia Wilson trong vai Bulda, một con thạch yêu[28]
- Jack Whitehall trong vai một con thạch yêu[29]
- Maurice LaMarche trong vai Đức vua của vương quốc Arendelle, bố của Anna và Elsa[28]
- Jennifer Lee trong vai Hoàng hậu của vương quốc Arendelle, mẹ của Anna và Elsa'[30]

### Nguồn gốc

Bản vẽ phác thảo ý tưởng ban đầu từ dự án phim hoạt hình vẽ tay đã bị huỷ bỏ của Disney, Nữ Chúa Tuyết.

### Thiết kế hoạt hình

Một ví dụ điển hình về phong cách hoạt hình của phim, Elsa giải phóng sức mạnh của mình trong phân cảnh bài hát "Let It Go."

## Quá trình phát triển